# Cyrtopodium virescens
Cyrtopodium virescens é uma orquídea do gênero Cyrtopodium, de hábito terrestre, encontrado em todo o cerrado brasileiro. Pseudobulbos cônicos-fusiformes de 12 a 15 cm. Haste floral paniculada portando vistosas flores amarelas densamente maculadas de marrom avermelhado, com 3,2 cm de diametro.

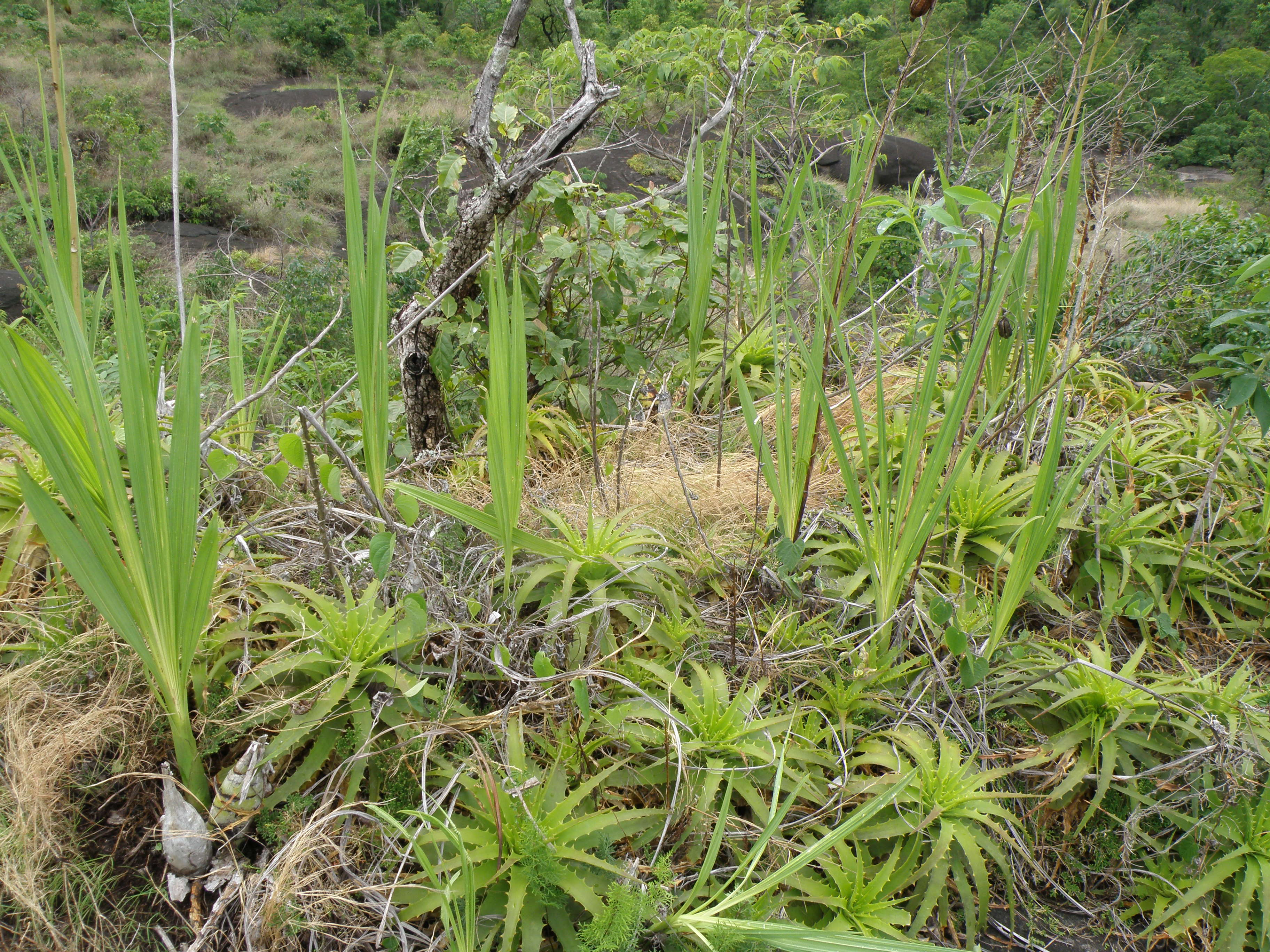
Colônia de Cyrtopodium virescens in situ

Fora do período de floração e no período anual de dormência, período esse que normalmente a maioria das espécies de cyrtopodium encontram-se completamente sem folhas, as plantas de Cyrtopodium virescens podem ser facilmente confundidas com àquelas de Cyrtopodium eugenii, Cyrtopodium vernum e até mesmo Cyrtopodium parviflorum, pela semelhança dos aspectos vegetativos e habitats de ambas as espécies.
Cyrtopodium virescens floresce entre setembro e novembro, primavera brasileira.